# العلاقات الأرجنتينية الهندية
العلاقات الأرجنتينية الهندية هي العلاقات الثنائية التي تجمع بين الأرجنتين والهند.

## مقارنة بين البلدين
هذه مقارنة عامة ومرجعية للدولتين:
| وجه المقارنة                                              | الأرجنتين                                               | الهند                       |
| --------------------------------------------------------- | ------------------------------------------------------- | --------------------------- |
| المساحة (كم2)                                             | 2.78 مليون                                              | 3.29 مليون                  |
| عدد السكان (نسمة)                                         | 44.27 مليون                                             | 1.35 مليار                  |
| الكثافة السكانية (ن./كم²)                                 | 15.92                                                   | 410.33                      |
| العاصمة                                                   | بوينس آيرس                                              | نيودلهي                     |
| اللغة الرسمية                                             | اللغة الإسبانية                                         | اللغة الهندية، لغة إنجليزية |
| العملة                                                    | البيزو الأرجنتيني 1983 ‏، بيزو أرجنتيني، أسترال أرجنتيني | روبية هندية                 |
| الناتج المحلي الإجمالي (بليون دولار)                      | 637.59 مليار                                            | 2.60 تريليون                |
| الناتج المحلي الإجمالي (تعادل القوة الشرائية) بليون دولار | 883.02 مليار                                            | 8.00 تريليون                |
| الناتج المحلي الإجمالي الاسمي للفرد دولار أمريكي          | 13.43 ألف                                               | 1.60 ألف                    |
| الناتج المحلي الإجمالي للفرد دولار أمريكي                 |                                                         | 5.70 ألف                    |
| مؤشر التنمية البشرية                                      | 0.827                                                   | 0.609                       |
| رمز المكالمات الدولي                                      | +54                                                     | +91                         |
| رمز الإنترنت                                              | .ar                                                     | .in، .भारत ‏، .بھارت ‏،        |
| المنطقة الزمنية                                           | 00                                                      | ت ع م+05:30، توقيت الهند    |

## منظمات دولية مشتركة
يشترك البلدان في عضوية مجموعة من المنظمات الدولية، منها:
| علم المنظمة | اسم المنظمة                        | تاريخ انضمام الأرجنتين | تاريخ انضمام الهند |
| ----------- | ---------------------------------- | ---------------------- | ------------------ |
|             | البنك الإفريقي للتنمية             | ?                      | ?                  |
|             | المنظمة الهيدروغرافية الدولية      | ?                      | ?                  |
|             | مجموعة العشرين                     | ?                      | ?                  |
|             | منظمة الشرطة الجنائية الدولية      | ?                      | ?                  |
|             | الاتحاد البريدي العالمي            | ?                      | ?                  |
|             | منظمة التجارة العالمية             | ?                      | 1995               |
|             | الفريق المعني برصد الأرض           | ?                      | ?                  |
|             | مؤسسة التنمية الدولية              | 3 أغسطس 1962           | 24 سبتمبر 1960     |
|             | مؤسسة التمويل الدولية              | 13 أكتوبر 1959         | 20 يوليو 1956      |
|             | منظمة حظر الأسلحة الكيميائية       | ?                      | ?                  |
|             | الأمم المتحدة                      | 24 أكتوبر 1945         | 30 أكتوبر 1945     |
|             | الاتحاد الدولي للاتصالات           | 1889                   | 1869               |
|             | البنك الدولي للإنشاء والتعمير      | 20 سبتمبر 1956         | 27 ديسمبر 1945     |
|             | وكالة ضمان الاستثمار متعدد الأطراف | 11 فبراير 1992         | 6 يناير 1994       |
|             | نظام تحكم تكنولوجيا القذائف        | 1993                   | 2016               |
|             | يونسكو                             | 15 سبتمبر 1948         | 4 نوفمبر 1946      |

## وصلات خارجية
- موقع وزارة الخارجية الأرجنتينية
- موقع وزارة الخارجية الهندية